# Legenda (album)
Legenda – druga płyta długogrająca polskiej grupy Armia, wydana w 1991, promowana trwającą 2 lata trasą koncertową. W następnych latach kilkunastokrotnie wydawana ponownie.

## Twórcy
- Tomasz Budzyński (Tom) – wokal
- Robert Brylewski (Robin Goldroker) – gitara, wokal
- Piotr Żyżelewicz (Stopa) – perkusja
- Dariusz Malejonek (Maleo) – gitara basowa, wokal
- Krzysztof Banasik (Banan) – waltornia, wokal, gitara basowa
- Sławomir Gołaszewski (Merlin) – klarnet, trąbka afrykańska

Goście:
- Ania Landowska – flet
- Jan Żyżelewicz – gitara klasyczna

Inni (pomoc techniczna itp.):
- Zuber
- Partyzant
- Jerzy Giebułtowski (Ju-ras)
- Krzysztof Koziński (Chronos)
- Marcin Miller

## Okoliczności powstania
W schyłkowym okresie PRL Brylewski poszukując dla siebie nowego miejsca postanowił przeprowadzić się na wieś. W tym czasie kilka gospodarstw w Stanclewie kupił przyjaciel zespołu Izrael Marcin Miller, mieszkający na stałe w Londynie, któremu bliskie były ideały hipisowskie, łącznie z życiem w komunach. W tej swoistej komunie zamieszkał więc Robert Brylewski z Vivian Quarcoo i córką Sarą, Tomasz Budzyński, który ukrywał się w ten sposób przed poborem do wojska i kilka innych osób. Wśród osób mieszkających tam na stałe lub dojeżdżających znaleźli się ostatecznie wszyscy muzycy Armii i większość Izraela (których składy przenikały się). Miller kupił również instrumenty i sprzęt nagrywający, dzięki któremu Brylewski i Paweł Szanajca mogli rozwinąć przeniesione wraz z nimi z Warszawy studio Złota Skała. Muzycy podkreślali, że wpływ na powstającą muzykę miało tempo życia na wsi, obecność osób ze środowiska oraz bliskość przyrody, łącznie z podchwytywaniem motywów odgłosów natury. Budzyński podkreśla również wpływ słuchanej wówczas muzyki – Swans, Nomeansno, New Model Army czy Debussy’ego, co z kolei nieco bagatelizuje Brylewski. Muzyka była komponowana przede wszystkim przez Brylewskiego, Budzyńskiego i Banasika.
Początkowo powstała muzyka, teksty zaś Budzyński dopisał później. Najpierw powstawały wersje z automatem perkusyjnym. Dotychczasowy perkusista Armii, Gogo Szulc, przyjeżdżał na krótko i ostatecznie zastąpił go Stopa, który już wcześniej grywał z Armią, ale przerwała to służba zastępcza. W podobnym czasie Tomasza Żmijewskiego (Żwirka) zastąpił Maleo, a czasami też Banan.
Jako jedno z pierwszych nagrań powstała demonstracyjna wersja Tego czego nigdy nie widziałem, jeszcze z automatem perkusyjnym. Niedługo później zaś przygotowane przez Brylewskiego Okna, które po dodaniu tekstu i pewnym rozbudowaniu przez Budzyńskiego stały się Opowieścią zimową. Wersję demonstracyjną płyty nagrano na magnetofonie ośmiośladowym, a ostateczną wersję na szesnastośladowym Tascam. W czerwcu 1990 roku jako pierwszą nagrano perkusję – nie w Złotej Skale, ale w studiu Tonpressu na warszawskim Wawrzyszewie, aby użyć znajdującej się tam konsolety NEVE. Resztę instrumentów nagrano w Stanclewie poczynając od lipca 1990 r. Początkowo studio Złota Skała przeniesiono z domu ciężarnej Vivian do domu Toma, Banana i Maleo, a jesienią ostatecznie do warszawskiego domu Stopy, gdy coraz więcej osób zaczęło się wyprowadzać ze stanclewskiej komuny. Tam w grudniu 1990 r. Budzyński nagrał wokal, a miks przeznaczony na płytę winylową skończono przygotowywać tuż przed wigilią. W nagraniu udział wzięło też kilkoro muzyków luźno związanych z zespołem, np. Anna Landowska.
W tej produkcji wykorzystano sprzężenie powstałe w wersji demonstracyjnej Opowieści zimowej, gdyż ze względu na niemal identyczne tempo jak w wersji ostatecznej, dało się je do niej wgrać. Brylewski podczas realizacji płyty rozwijał swoje zainteresowanie dubem i stosował tzw. metodę siódmego planu, nagrywając instrumenty na kolejne plany, z których ostatnie leżą na granicy słyszalności. Z drugiej zaś strony podczas nagrania pogłośniono gitarę, żeby wyrównać ją z bębnami, co dało efekt ściany dźwięku. Efekt ten budowały też inne instrumenty, jak waltornia czy klawisze Korg M1 które, choć na dalszych planach, również zostały wyeksponowane bardziej niż typowo w tym gatunku muzycznym. Było to rozwinięciem oryginalnego zarówno w stosunku do tradycyjnego rocka, jak i punka stylu grania Armii.

## Wydania
Płytę winylową i kasetę wydał Wifon (we współpracy z Pronitem) w czerwcu 1991 roku. Mają one numer katalogowy odpowiednio LP-177 i MC 254.
W tym samym roku Brylewski wykonał kolejny miks na płytę kompaktową, która stała się pierwszym nagraniem wydawnictwa Izabelin Studio założonego przez nową menadżerkę Armii, Katarzynę Kanclerz. Na tym wydaniu pojawiły się dwie bonusowe piosenki – Niezwyciężony i Podróż na Wschód, a także fragmenty Opowieści zimowej potraktowane jako odrębne utwory. Numer katalogowy – 001.
Po kilku latach, w 1997 roku, Ars Mundi wydając płytę Duch wydała również w 1999 roku reedycję Legendy (numer AMS 00013R). Kolejną zaś reedycją było wydanie Metal Mind Productions z 2004 roku (numer MMP CD 0271 DG). Swoistym wydaniem kolekcjonerskim natomiast jest reedycja w podstawowej, dziesięcioutworowej formie na płycie winylowej wytwórni W Moich Oczach (Manufaktura Legenda) z roku 2007 (numer ML7). Wytłoczono 476 sztuk, ręcznie numerowanych, a oznaczony numerem 1 egzemplarz został kupiony na aukcji charytatywnej za ponad 1000 zł. Jako że cały nakład dość szybko został wykupiony, firma wytłoczyła dodatkowe 400 egzemplarzy.
W 2021, z okazji trzydziestolecia pierwszego wydania, Metal Mind wydał kolejną reedycję na płycie CD, a w 2022 na płycie winylowej. We wkładkach tych wydań umieszczono esej Witolda Zimowskiego na temat płyty.
Poza liczbą utworów, płyty różnią się nieco ich długością, co wynika z zastosowania różnych wersji miksu. Ponadto w obiegu pojawiły się wydania pirackie.

## Zawartość płyty

### Koncepcja
O ile Brylewski zwykle przywiązywał do układu płyt małą rolę, o tyle Budzyński często stara się nadać im pewien koncept. W przypadku Legendy to on wymyślił tytuł płyty, wybrał grafikę na okładkę i ułożył kolejność utworów, przez co może być ona traktowana jako swoisty album koncepcyjny. Napisał wszystkie teksty, w niektóre wplatając frazy cudzego autorstwa. Dotyczą one poszukiwań duchowych autora. W tym czasie bliski był mu okołochrześcijański gnostycyzm. Jerzy Prokopiuk – jeden z czołowych polskich gnostyków – analizując płytę Legenda określił ją jako „wrzask świata” w warstwie muzycznej i „perłę poezji gnostyckiej” w warstwie tekstowej. Jego zdaniem dowodzi tego nawet taki szczegół techniczny, jak liczba utworów (10) z jej symboliką. Budzyński nawiązywał też do innych nurtów duchowych, np. buddyzmu, przez co zasadnicza część płyty spięta jest klamrą sylabą om, a także do J.R.R. Tolkiena. Ostatnie zdanie, tworzące cały tekst utworu Dla każdej samotnej godziny, tj. „ciebie zachowam” jest cytatem z Końcówki Samuela Becketta. Grafika okładki i wkładki przedstawia Don Kichota i jest utrzymana w czarno-białej tonacji. To wszystko składa się na ówczesny przekaz New Age Budzyńskiego, który w późniejszym czasie zreinterpretował w duchu chrześcijańskim.

### Okładka
Okładka i wkładka są czarno-białe. Są one wyrazem fascynacji Budzyńskiego estetyką średniowiecza. Znajdują się na niej reprodukcje grafik Sawwy Brodskiego będących ilustracjami Don Kichota ze śpiącym bohaterem tytułowym na pierwszej stronie okładki. Ponadto jest na niej reprodukcja zdjęcia gotyckiej katedry zamieszczonego w albumie Le Goffa, a na samej płycie znalazła się reprodukcja grafiki Pabla Picassa również przedstawiająca Don Kichota. Kolejne wydania zasadniczo są podobne, choć nieco różnią się w szczegółach, zwłaszcza wynikających z techniki wydania.

### Lista utworów
| Numer   | Tytuł                             | Autorzy muzyki   | Autorzy tekstu                   | Czas trwania | Obecność na wydaniu                    |
| ------- | --------------------------------- | ---------------- | -------------------------------- | ------------ | -------------------------------------- |
| 1 (A1)  | Kochaj mnie                       | Armia            | Tomasz Budzyński                 | 3:36         | wszystkie                              |
| 2 (A2)  | Przebłysk 5 (Przebłysk)           | Armia            | Tomasz Budzyński                 | 3:03         | wszystkie                              |
| 3 (A3)  | Gdzie ja tam będziesz Ty          | Robert Brylewski | Tomasz Budzyński                 | 3:52         | wszystkie                              |
| 4       | Wieje wiatr                       | Armia            | –                                | 0:32         | Izabelin Studio                        |
| 5 (A4)  | Opowieść zimowa (Zimowa opowieść) | Armia            | Tomasz Budzyński                 | 6:36         | wszystkie                              |
| 6 (A5)  | To moja zemsta                    | Armia            | Tomasz Budzyński                 | 3:21         | wszystkie                              |
| 7 (B1)  | Legenda                           | Armia            | Tomasz Budzyński                 | 7:03         | wszystkie                              |
| 8 (B2)  | Nie ja                            | Armia            | Tomasz Budzyński, Arthur Rimbaud | 2:41         | wszystkie                              |
| 9 (B3)  | Trzy bajki                        | Armia            | –                                | 3:20         | wszystkie                              |
| 10 (B4) | To czego nigdy nie widziałem      | Armia            | Tomasz Budzyński, Leonard Cohen  | 4:23         | wszystkie                              |
| 11 (B5) | Dla każdej samotnej godziny       | Armia            | Samuel Beckett                   | 2:16         | wszystkie                              |
| 12      | Podróż na Wschód                  | Armia            | Tomasz Budzyński                 | 3:03         | Izabelin Studio, Ars Mundi, Metal Mind |
| 13      | Pustynia śpi                      | Armia            | Tomasz Budzyński                 | 1:17         | Izabelin Studio                        |
| 14      | Niezwyciężony                     | Robert Brylewski | Tomasz Budzyński                 | 3:21         | Izabelin Studio, Ars Mundi, Metal Mind |
| -       | Trzy bajki (teledysk)             | Armia            | Tomasz Budzyński                 | 3:06         | Metal Mind                             |

## Odbiór

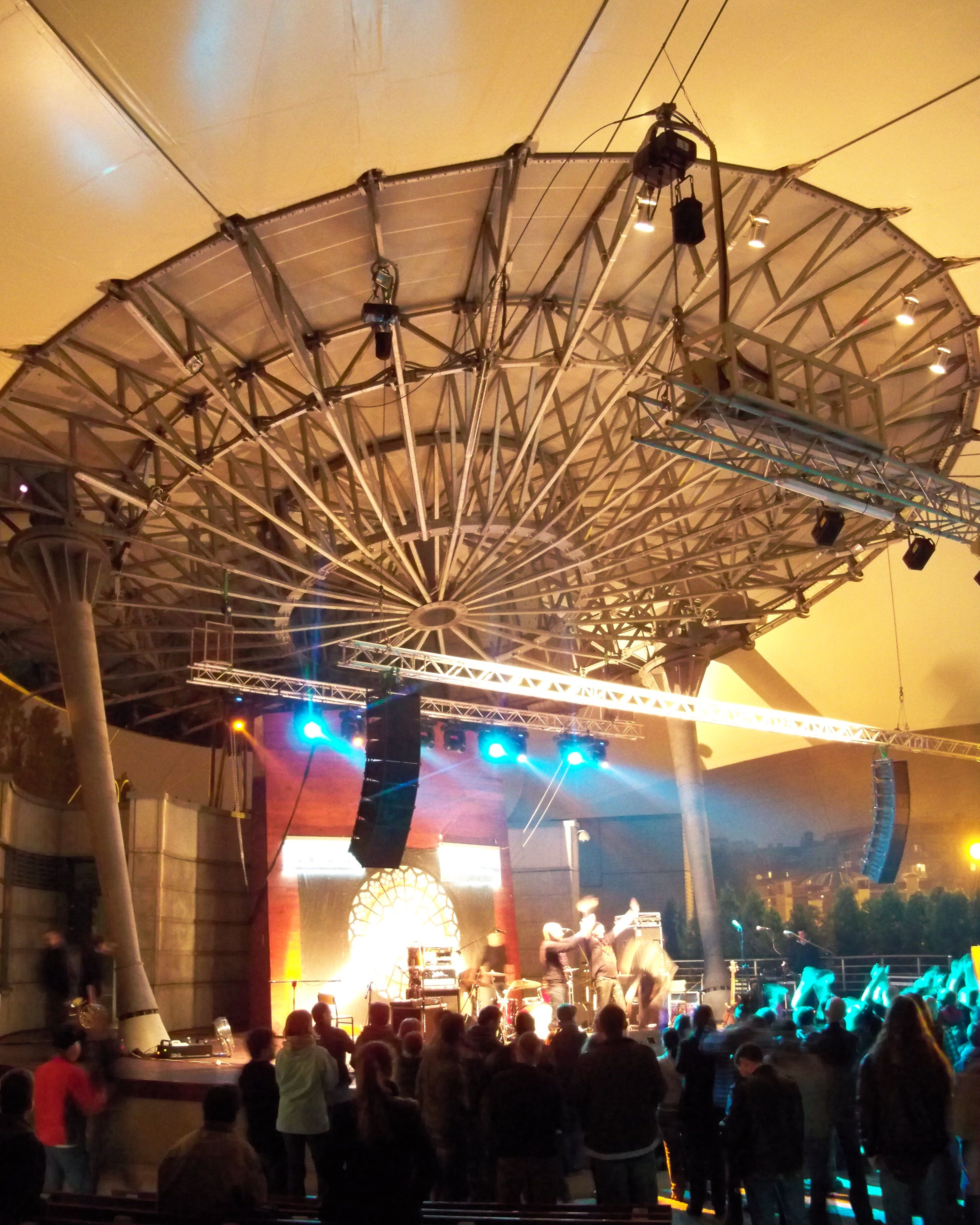
Jeden z koncertów trasy Armia gra Legendę, Amfiteatr im. Michaela Jacksona w Warszawie, 4 czerwca 2012 r.

Koncerty promujące Legendę miały charakter zbliżony do spektaklu z podziałem na części. Budzyński zaś przyjął nowy wizerunek sceniczny – jednolicie biały ubiór oraz rogatą czapkę, z kolei asystent techniczny zespołu, Dziki, zwykle kończył koncert skokiem ze sceny na publiczność.
Wydanie Legendy okazało się dużym sukcesem zespołu. Płyta spotkała się z pozytywnym odbiorem zarówno w środowisku punkowców, jak i kulturze popularnej. Zbiegło się to z dużą popularnością muzyki rockowej na przełomie lat 80. i 90. XX wieku. Na koncerty Armii przychodziła zróżnicowana publiczność – oprócz punkowców osoby słuchające muzyki popularnej, ale też duże grupy skinheadów, co często prowadziło do rozrób na koncertach. Dotychczasowy menadżer Armii, Izraela i kilku innych zespołów właśnie odnoszących podobny sukces, Chronos, nie mógł podołać wszystkim obowiązkom, które przejęła Katarzyna Kanclerz, co stało się początkiem jej kariery w show-biznesie. Sukces artystyczny i popularność przyniosła jednak niewielki sukces finansowy, na co złożyła się zarówno działalność menadżerów, jak i rozwój pirackiego rynku. Z drugiej natomiast strony sukces wzmocnił zarzuty radykalnie anarchistycznej części środowiska punkowego, które zarzucało muzykom Armii postawę komercyjną i gwiazdorską. Dodatkowo wzmacniała to niechęć radykalnie ateistycznej części środowisk punkowych do mistycznego przekazu zespołu. Wśród fanów Legenda jednak okazała się jedną z najbardziej, obok Triodante, cenionych płyt zespołu. Zwolennicy tych płyt skupieni na forum internetowym zespołu rozegrali dwa mecze, w których drużyna Legendy pokonała drużynę Triodante. W rankingu płyt wszech czasów magazynu Teraz Rock z roku 2011 Legenda znalazła się na 62. miejscu, a zwyciężyła w rankingu polskich płyt z okazji trzydziestolecia tego magazynu (1991–2021). Rafał Księżyk umieścił ją w Kanonie Dzikiej Rzeczy, czyli dziesiątce najważniejszych albumów muzycznych z okresu transformacji systemowej w Polsce.
Jednym z największych hitów zespołu stał się Niezwyciężony, piosenka dodana do wydania CD, o stosunkowo prostej, przebojowej melodii napisanej przez Brylewskiego. Z kolei Opowieść zimowa trafiła na listę przebojów Programu III Polskiego Radia. Do Trzech bajek Aga Ziobrowska nakręciła animowany teledysk emitowany m.in. w polskiej telewizji publicznej. Jeszcze w czasie nagrywania płyty Jerzy Giebułtowski (Juras) przetłumaczył teksty na język angielski, które zgodnie z planami miały zostać zaśpiewane i nagrane w alternatywnej wersji, co ostatecznie nie doszło do skutku.
Część niewykorzystanych nagrań demonstracyjnych z sesji w Stanclewie została odsprzedana jako muzyka ilustracyjna do kroniki filmowej. Instrumentalna wersja Opowieści zimowej (Okna) znalazła się na reedycji płyty Armia z 2005 roku, a nowe wersje Niezwyciężonego i Podróży na Wschód na Czasie i bycie (1993). Kilka utworów z tej płyty trafiło na płyty koncertowe.
Na dwudziestolecie wydania płyty Armia w latach 2011–2012 zorganizowała trwającą ponad rok trasę koncertową pod hasłem „Armia gra Legendę”. Z kolei na dwudziestopięciolecie Michał Jacaszek, z udziałem muzyków Armii, przygotował Legendę II, tj. przearanżowaną elektroakustycznie wersję albumu.

## Wersja Jacaszka
W 2017 roku nakładem Narodowego Centrum Kultury ukazała się elektroakustyczna wersja albumu, będąca owocem spotkania Tomasza Budzyńskiego i Michała Jacaszka. Nowa wersja, określana jako „dekonstrukcja”, jest silnie zmieniona w stosunku do pierwowzoru. Oprócz elektronicznej muzyki Jacaszka nawiązującej luźno do oryginału, zawiera wokal Budzyńskiego. Okładkę płyty zaprojektowała Nina Budzyńska, przedstawia ona obraz Caspara Davida Friedricha Dwaj mężczyźni nad morzem o wschodzie księżyca.

### Lista utworów
Płyta winylowa:
Strona A:
1. „Gdzie ja tam będziesz Ty”
2. „Przebłysk 6”
3. „Legenda”
4. „Opowieść zimowa”

Strona B:
1. „Nie ja”
2. „Kochaj mnie”
3. „To czego nigdy nie widziałem”
4. „To moja zemsta”